# Резолюция Совета Безопасности ООН 1287
Резолюция Совета Безопасности ООН 1287 — документ, принятая единогласно 31 января 2000 года, продлевающий мандат Миссии ООН в Грузии по урегулированию конфликта в Абхазии, Грузии до 31 июля 2000.

## Содержание
Совет Безопасности, рассмотрев доклад Генерального Секретаря от 19 января 2000 года, ссылаясь на выводы Лиссабонской (S/1997/57) и Стамбульской встреч на высшем уровне Организации по безопасности и сотрудничеству в Европе, касающиеся положению дел в Абхазии, Грузия; приветствуя решение о дальнейших мерах, направленных на урегулирование конфликта в Абхазии, Грузии принятое Советом глав государств СНГ от 30 декабря 1999 года, постановляет продлить период действия мандата Миссии Организации Объединённых Наций по наблюдению в Грузии (МООННГ) на следующий период, заканчивающийся 31 июля 2000 года, при условии рассмотрения Советом мандата МООННГ в случае внесения любых изменений в мандат или в присутствие миротворческих сил СНГ и выражает свое намерение провести тщательный обзор операции в конце ее текущего мандатного периода в свете шагов, предпринятых сторонами в целях достижения всеобъемлющего урегулирования; просит Генерального Секретаря продолжать регулярно информировать Совет и через три месяца со дня принятия данной резолюции представить доклад о положении в Абхазии, Грузии; постановляет продолжать далее заниматься этим вопросом.